# Gouvernement Orbán I
Pour les articles homonymes, voir gouvernement Orbán.
Ne doit pas être confondu avec gouvernement Orban I.
IIIe République hongroise
Horn Medgyessy
Le gouvernement Orbán I (en hongrois : Első Orbán-kormány) est le gouvernement de la République de Hongrie entre le 8 juillet 1998 et le 26 mai 2002, durant la troisième législature de l'Assemblée nationale.

## Historique du mandat
Dirigé par le nouveau Premier ministre libéral Viktor Orbán, ce gouvernement est soutenu et constitué par la Fidesz-Parti civique hongrois (Fidesz-MPP), le Parti civique indépendant des petits propriétaires et des travailleurs agraires (FKgP) et le Forum démocrate hongrois (MDF). Ils disposent ensemble de 213 députés sur 386, soit 55,2 % des sièges de l'Assemblée nationale.
Il est formé à la suite des élections législatives des 10 et 24 mai 1998. Il succède au gouvernement du socialiste Gyula Horn, constitué et soutenu par le Parti socialiste hongrois (MSzP) et l'Alliance des démocrates libres (SzDSz), bien que les socialistes détiennent une majorité absolue à la suite des élections de mai 1994.

### Formation
La majorité est hétéroclite sur la question de l'intégration européenne, puisque le Fidesz-MPP et le MDF y sont favorables, alors que le FKgP défend une posture eurosceptique. Pour éviter une telle configuration, Viktor Orbán avait incité ses partisans à se mobiliser pour le second tour des élections législatives, après le bon résultat obtenu lors du premier, afin de « ne pas transformer une victoire en match nul ». Le FKgP devient cependant très rapidement affaibli par des affaires judiciaires concernant ses principaux dirigeants, qui se retrouvent contraint de démissionner du gouvernement dès 2000. Orbán et le Fidesz y deviennent donc hégémoniques. 
Les déboires du FKgP, et la disparition évidente de toutes ses futures chances de succès politiques obligent cependant le Fidesz, s'il ne veut pas être isolé pour les élections de 2002, à plus ou moins coopérer avec le MIÉP afin de récupérer ses électeurs. En échange de votes d'appoint de la part des onze députés de ce parti, des membres de celui-ci reçoivent des postes dans l'audiovisuel. Cela fait dire à un analyste politique hongrois que si « l'extrême droite ne participe pas au gouvernement, elle le soutient par ses votes au Parlement. C'est une coopération tacite. ». 

### Succession
Lors des élections législatives des 7 et 21 avril 2002, la Fidesz-MPP et le MDF forment une coalition électorale, qui remporte 188 députés sur 386, tandis que le FKgP perd l'ensemble de ses parlementaires. Le MSzP et la SzDSz, qui détiennent ensemble 198 sièges, reforment leur alliance, permettant au socialiste Péter Medgyessy de constituer son gouvernement.

## Composition

### Initiale (8 juillet 1998)
| Portefeuille                                                                     | Titulaire | Titulaire      | Parti      |
| -------------------------------------------------------------------------------- | --------- | -------------- | ---------- |
| Premier ministre                                                                 |           | Viktor Orbán   | Fidesz-MPP |
| Ministre de l'Intérieur                                                          |           | Sándor Pintér  | Sans       |
| Ministre des Affaires étrangères                                                 |           | János Martonyi | Sans       |
| Ministre des Finances                                                            |           | Zsigmond Járai | Sans       |
| Ministre de l'Économie                                                           |           | Attila Chikán  | Sans       |
| Ministre de l'Agriculture et du Développement rural                              |           | József Torgyán | FKgP       |
| Ministre de la Justice                                                           |           | Ibolya Dávid   | MDF        |
| Ministre de la Santé                                                             |           | Árpád Gógl     | Fidesz-MPP |
| Ministre du Patrimoine culturel national                                         |           | József Hámory  | Sans       |
| Ministre de l'Éducation                                                          |           | Zoltán Pokorni | Fidesz-MPP |
| Ministre des Affaires sociales et de la Famille                                  |           | Péter Harrach  | Fidesz-MPP |
| Ministre de la Défense                                                           |           | János Szabó    | FKgP       |
| Ministre de l'Environnement                                                      |           | Pál Pepó       | FKgP       |
| Ministre des Transports, des Communications et des Eaux                          |           | Kálmán Katona  | Sans       |
| Ministre de la Jeunesse et des Sports                                            |           | Tamás Deutsch  | Fidesz-MPP |
| Ministre sans portefeuille                                                       |           | István Stumpf  | Sans       |
| Ministre sans portefeuille Chargé des services secrets                           |           | László Kövér   | Fidesz-MPP |
| Ministre sans portefeuille Chargé de la coordination du Programme européen PHARE |           | Imre Boros     | FKgP       |

### Remaniement du 31 décembre 1999
- Les nouveaux ministres sont indiqués en gras, ceux ayant changé d'attributions en italique

| Portefeuille | Titulaire | Titulaire                                                             | Parti      |
| --- | --------- | --------------------------------------------------------------------- | ---------- |
| Premier ministre |           | Viktor Orbán                                                          | Fidesz-MPP |
| Ministre de l'Intérieur |           | Sándor Pintér                                                         | Sans       |
| Ministre des Affaires étrangères                                                                                            |           | János Martonyi                                                        | Sans       |
| Ministre des Finances |           | Zsigmond Járai                                                        | Sans       |
| Ministre de l'Économie |           | György Matolcsy                                                       | Sans       |
| Ministre de l'Agriculture et du Développement rural                                                                         |           | József Torgyán                                                        | FKgP       |
| Ministre de la Justice |           | Ibolya Dávid                                                          | MDF        |
| Ministre de la Santé |           | Árpád Gógl                                                            | Fidesz-MPP |
| Ministre du Patrimoine culturel national                                                                                    |           | Zoltán Rockenbauer                                                    | Fidesz-MPP |
| Ministre de l'Éducation |           | Zoltán Pokorni                                                        | Fidesz-MPP |
| Ministre des Affaires sociales et de la Famille                                                                             |           | Péter Harrach                                                         | Fidesz-MPP |
| Ministre de la Défense |           | János Szabó                                                           | FKgP       |
| Ministre de l'Environnement                                                                                                 |           | Pál Pepó (jusqu'au 19/06/2000) Ferenc Ligetvári (jusqu'au 30/11/2000) | FKgP       |
| Ministre des Transports, des Communications et des Eaux Ministre des Transports et des Communications (jusqu'au 01/07/2000) |           | Kálmán Katona (jusqu'au 31/05/2000)                                   | Sans       |
| Ministre des Transports, des Communications et des Eaux Ministre des Transports et des Communications (jusqu'au 01/07/2000) |           | László Nógrádi                                                        | Fidesz-MPP |
| Ministre de la Jeunesse et des Sports                                                                                       |           | Tamás Deutsch                                                         | Fidesz-MPP |
| Ministre sans portefeuille                                                                                                  |           | István Stumpf                                                         | Sans       |
| Ministre sans portefeuille Chargé des services secrets                                                                      |           | László Kövér (jusqu'au 02/05/2000)                                    | Fidesz-MPP |
| Ministre sans portefeuille Chargé des services secrets                                                                      |           | Ervin Demeter                                                         | Sans       |
| Ministre sans portefeuille Chargé de la coordination du Programme européen PHARE                                            |           | Imre Boros                                                            | FKgP       |

### Remaniement du 30 novembre 2000
- Les nouveaux ministres sont indiqués en gras, ceux ayant changé d'attributions en italique

| Portefeuille                                                                     | Titulaire | Titulaire          | Parti      |
| -------------------------------------------------------------------------------- | --------- | ------------------ | ---------- |
| Premier ministre                                                                 |           | Viktor Orbán       | Fidesz-MPP |
| Ministre de l'Intérieur                                                          |           | Sándor Pintér      | Sans       |
| Ministre des Affaires étrangères                                                 |           | János Martonyi     | Sans       |
| Ministre des Finances                                                            |           | Zsigmond Járai     | Sans       |
| Ministre de l'Économie                                                           |           | György Matolcsy    | Sans       |
| Ministre de l'Agriculture et du Développement rural                              |           | József Torgyán     | FKgP       |
| Ministre de la Justice                                                           |           | Ibolya Dávid       | MDF        |
| Ministre de la Santé                                                             |           | Árpád Gógl         | Fidesz-MPP |
| Ministre du Patrimoine culturel national                                         |           | Zoltán Rockenbauer | Fidesz-MPP |
| Ministre de l'Éducation                                                          |           | Zoltán Pokorni     | Fidesz-MPP |
| Ministre des Affaires sociales et de la Famille                                  |           | Péter Harrach      | Fidesz-MPP |
| Ministre de la Défense                                                           |           | János Szabó        | FKgP       |
| Ministre de l'Environnement                                                      |           | Béla Turi-Kovács   | FKgP       |
| Ministre des Transports et des Communications                                    |           | János Fónagy       | Fidesz-MPP |
| Ministre de la Jeunesse et des Sports                                            |           | Tamás Deutsch      | Fidesz-MPP |
| Ministre sans portefeuille                                                       |           | István Stumpf      | Sans       |
| Ministre sans portefeuille Chargé des services secrets                           |           | Ervin Demeter      | Sans       |
| Ministre sans portefeuille Chargé de la coordination du Programme européen PHARE |           | Imre Boros         | FKgP       |

### Remaniement du 31 décembre 2000
- Les nouveaux ministres sont indiqués en gras, ceux ayant changé d'attributions en italique.

| Portefeuille                                                                     | Titulaire | Titulaire                                                                                           | Parti      |
| -------------------------------------------------------------------------------- | --------- | --------------------------------------------------------------------------------------------------- | ---------- |
| Premier ministre                                                                 |           | Viktor Orbán                                                                                        | Fidesz-MPP |
| Ministre de l'Intérieur                                                          |           | Sándor Pintér                                                                                       | Sans       |
| Ministre des Affaires étrangères                                                 |           | János Martonyi                                                                                      | Sans       |
| Ministre des Finances                                                            |           | Mihály Varga                                                                                        | Fidesz-MPP |
| Ministre de l'Économie                                                           |           | György Matolcsy                                                                                     | Sans       |
| Ministre de l'Agriculture et du Développement rural                              |           | József Torgyán (jusqu'au 15/02/2001) Imre Boros (par intérim) András Vonza (à partir du 25/03/2001) | FKgP       |
| Ministre de la Justice                                                           |           | Ibolya Dávid                                                                                        | MDF        |
| Ministre de la Santé                                                             |           | István Mikola                                                                                       | Sans       |
| Ministre du Patrimoine culturel national                                         |           | Zoltán Rockenbauer                                                                                  | Fidesz-MPP |
| Ministre de l'Éducation                                                          |           | Zoltán Pokorni (jusqu'au 15/07/2001) József Pálinkás                                                | Fidesz-MPP |
| Ministre des Affaires sociales et de la Famille                                  |           | Péter Harrach                                                                                       | Fidesz-MPP |
| Ministre de la Défense                                                           |           | János Szabó                                                                                         | FKgP       |
| Ministre de l'Environnement                                                      |           | Béla Turi-Kovács                                                                                    | FKgP       |
| Ministre des Transports et des Communications                                    |           | János Fónagy                                                                                        | Fidesz-MPP |
| Ministre de la Jeunesse et des Sports                                            |           | Tamás Deutsch                                                                                       | Fidesz-MPP |
| Ministre sans portefeuille                                                       |           | István Stumpf                                                                                       | Sans       |
| Ministre sans portefeuille Chargé des services secrets                           |           | Ervin Demeter                                                                                       | Sans       |
| Ministre sans portefeuille Chargé de la coordination du Programme européen PHARE |           | Imre Boros                                                                                          | FKgP       |